# Jewhenija Duszkewycz
Jewhenija Duszkewycz (ukr. Євгенія Душкевич; ur. 4 maja 1979 w Symferopolu) – ukraińska siatkarka, reprezentantka kraju, grająca na pozycji środkowej.

## Kariera
| Lata      | Kluby              |
| --------- | ------------------ |
| 1998–2004 | Dżinestra Odessa   |
| 2004–2006 | Scavolini Pesaro   |
| 2006–2008 | Santeramo Sport    |
| 2008–2010 | Despar Perugia     |
| 2010–2011 | Eczacıbaşı Stambuł |

## Sukcesy klubowe
Puchar Ukrainy:
- 2000, 2001, 2002

Puchar Top Teams:
- 2001

Mistrzostwo Ukrainy:
- 2001, 2002, 2003, 2004
- 2000
- 1999

Puchar CEV:
- 2006

Liga Mistrzyń:
- 2009

Puchar Turcji:
- 2011

Mistrzostwo Turcji:
- 2011

## Nagrody indywidualne
- 2009: Najlepsza blokująca turnieju finałowego Ligi Mistrzyń